# خافيير سوليس
خافيير سوليس (بالإسبانية: Javier Solís)‏ (و. 1931 – 1966 م) هو ممثل، ومغني، وممثل أفلام، وممثل تلفزي مكسيكي، بدأ مشواره المهني سنة 1950، توفي في مدينة مكسيكو، عن عمر يناهز 35 عاماً، بسبب مرض قلبي وعائي.

## وصلات خارجية
- خافيير سوليس على موقع IMDb (الإنجليزية)
- خافيير سوليس على موقع ميوزك برينز (الإنجليزية)
- خافيير سوليس على موقع أول موفي (الإنجليزية)
- خافيير سوليس على موقع قاعدة بيانات الفيلم (الإنجليزية)